# Имението „Евърмур“
Имението „Евърмур“/Хрониките на Евърмур е британски сериал, който се снима пролетта на 2014 г., но започва излъчването си по Дисни Ченъл Великобритания и Ирландия на 10 октомври 2014 г., а в България започва на 27 април 2015 г.
На 19 март 2015 г. минисериалът беше избран за пълна серия от още 20 епизода и беше потвърден под новото заглавие „Хрониките на Евърмур“ като продължение на оригинала. На 5 септември 2015 г. снимките на първия сезон бяха завършени. Поради големият интерес сериалът се завръща с втори сезон, който се състои само от 12 епизода.

## Сюжет

### 1 сезон
Сериалът е за Тара, американска тийнейджърка, която заедно със семейството си се местят във Великобритания в едно село наречено „Евърмур“. Тара, брат ѝ и доведените ѝ брат и сестра трябва да се приспособят към новия си живот. Опасности, мистерии и интриги съпътстват тяхното приключение.

### 2 сезон
От обитателите на Имението е останала само Бела. Другите са се преместили в Лондон. Тя също мечтае да се измъкне от затънтеното село и приемането ѝ в моден колеж е билетът и за навън. В имението се появяват нови герои.

## Герои
- Тара Кросли (Наоми Секуейра) е главната героиня в сериала. И преди е живяла в Евърмур и е много развълнувана да се завърне отново тук. Тя е сестра на Джейк и доведена сестра на Себастиан и Бела. Тара е любознателна, решителна и смела, но също така импулсивна и склонна да се доверява на инстинктите си. Тя обича да пише и има живо въображение, което често я отвежда до поредното приключение! Скоро тя разбира, че е върховната евърина. В 4 епизод на 2 сезон тя предава силите си на Бриджит (евърина), за да развали тя заклинанието върху Камерън и майка му и те отново да станат хора, без да знае за злите ѝ намерения.
- Себастиан Бейли, известен още като Себ (Джордж Сиър) е брат близнак на Бела и доведен брат на Тара и Джейк. Не обича да прибързва със заключенията, предпочита да има доказателства и след това да прави заключенията си. Доста шантав персонаж е и е влюбен в Сорша. За разлика от доведената си сестра Тара, Себ е практичен и методичен. Той е много интелигентен и това се допълва от приятната му външност, бързия му ум и палавото му чувство за хумор.
- Бела Бейли (Джорджия Лок) е сестра близначка на Себастиан и доведена сестра на Тара и Джейк. Запалена е по модата. Завижда на близките отношения между Тара и Себастиан, затова тя флиртува с Камерън. Тя е типичната тийнейджърка бунтарка и характерът ѝ често я изправя в противоречие с новата ѝ доведена сестра Тара. Но по-късно започват да се разбират.
- Джейк Кросли (Джорджи Фармър) е братът на Тара и доведен брат на Себастиан и Бела. Той е много добър приятел с Людо и заедно разрешават 'мини мистерии'.
- Камерън (Фини Касиди) е момчето, по което Тара и Бела си падат. Майка му е била Евърина, и помага на Есмералда да измамят Тара, за да разбере за майка си. Неговата сродна душа е върховната евърина.
- Сорша Дойл (Джордан Лоран) е Евърина, дъщеря на кмета. Пада си по Себастиан.
- Кметът Дойл (Клайв Роу) е баща на Сорша. Работи 3 длъжности: кмет, учител и адвокат.

## В България
В България пилотният филм е излъчен от 27 до 30 април 2015 г. с нахсинхронен дублаж, осъществен в студио Александра Аудио. Ролите се озвучават от Елена Грозданова, Румелия Знаменова, Красимира Кузманова, Здрава Каменова, Сандра Петрова, Елена Бойчева, Димитър Живков, Момчил Степанов, Петър Калчев, Цвети Пеняшки, Павел Петков и Мариана Лечева. Режисьор на дублажа е Мариета Петрова. Озаглавен е „Имението Евърмур“. Първи сезон озаглавен „Хрониките на Евърмур“ започва на 11 април 2016 г. и приключва на 6 май същата година. Втори сезон започва на 22 май 2017 г. и приключва на 16 юни същата година. Във втори сезон озвучаващият състав претърпява леки промени.

### Озвучаващи артисти
| Роля               | Английски език        | Български език      |
| ------------------ | --------------------- | ------------------- |
| Тара Кросли        | Наоми Секуера         | Елена Грозданова    |
| Себастиан Бейли    | Джордж Сар            | Димитър Живков      |
| Бела Бейли         | Джорджия Лок          | Красимира Кузманова |
| Джейк Кросли       | Джорджи Фармър        | Цвети Пеняшки       |
| Камерън Марш       | Фини Касиди           | Момчил Степанов     |
| Сорша Дойл         | Джордан Лурган        | Сандра Петрова      |
| Кметът Джесът Дойл | Клайв Роу             | Петър Калчев        |
| Людо Кармайкъл     | Алекс Старк           | Павел Петков        |
| Кримсън Кармайкъл  | Маргарет Каборн-Смит  | Елена Бойчева       |
| Есмералда Дуаър    | Шарън Морган          | Румелия Знаменова   |
| Леля Бриджит       | Джорджи Глен          | Мариана Лечева      |
| Роб Бейли          | Дан Фреденбър         | Петър Калчев        |
| Фиона Кросли       | Белинда Стюарт-Уилсън | Здрава Каменова     |

## Епизоди
| Сезон | Сезон      | Епизоди | Великобритания   | Великобритания   | България      | България      |
| Сезон | Сезон      | Епизоди | Премиера         | Финал            | Премиера      | Финал         |
| ----- | ---------- | ------- | ---------------- | ---------------- | ------------- | ------------- |
|       | 1(пилотен) | 4       | 10 октомври 2014 | 31 октомври 2014 | 27 април 2015 | 30 април 2015 |
|       | 1(2)       | 20      | 9 ноември 2015   | 28 март 2016     | 11 април 2016 | 6 май 2016    |
|       | 2(3)       | 12      | 8 май 2017       | 24 юли 2017      | 22 май 2017   | 16 юни 2017   |